# Julia Calvo
Julia Calvo é uma atriz e cantora argentina. Além disso, também é professora na Escola Nacional de Arte Dramática de Buenos Aires e diretora de várias peças. Atuou entre outros trabalhos, na novela Quase Anjos.

## Carreira
Sua primeira participação na televisão foi no programa Chabonas no ano 2000. Então, em 2002, ela fez uma participação especial em 099 Central, para no ano seguinte chegar à sua interpretação que a levaria à fama em Eu sou cigano, interpretando a bruxa Concepción.

## Trabalhos na TV
- 2011 - Cuando me Sonreís - Roberta Ríos
- 2007/2010 - Quase Anjos - Justina e Felicidad (Felicidade) Garcia